# Debagarh
Debagarh es una ciudad y municipio situada en el distrito de Debagarh en el estado de Odisha (India). Su población es de 22390 habitantes (2011). Se encuentra a 188 km de Cuttack.

## Demografía
Según el censo de 2011 la población de Debagarh era de 22390 habitantes, de los cuales 11594 eran hombres y 10826 eran mujeres. Debagarh tiene una tasa media de alfabetización del 83,41%, superior a la media estatal del 72,87%: la alfabetización masculina es del 89,13%, y la alfabetización femenina del 77,30%.